# Município de Huntington (condado de Brown, Ohio)
O município de Huntington (em inglês: Huntington Township) é um município localizado no condado de Brown no estado estadounidense de Ohio. No ano de 2010 tinha uma população de 2.763 habitantes e uma densidade populacional de 31,19 pessoas por km².

## Geografia
O município de Huntington encontra-se localizado nas coordenadas 38° 42′ 41″ N, 83° 44′ 06″ O. Segundo a Departamento do Censo dos Estados Unidos, o município tem uma superfície total de 88.58 km², da qual 86,96 km² correspondem a terra firme e (1,83 %) 1,62 km² é água.

## Demografia
Segundo o censo de 2010, tinha 2.763 habitantes residindo no município de Huntington. A densidade populacional era de 31,19 hab./km². Dos 2.763 habitantes, o município de Huntington estava composto pelo 96,56 % brancos, o 1,27 % eram afroamericanos, o 0,07 % eram amerindios, o 0,11 % eram asiáticos, o 0,62 % eram de outras raças e o 1,38 % eram de uma mistura de raças. Do total da população o 1,77 % eram hispanos ou latinos de qualquer raça.